# Stadtbibliothek Aachen
Die Stadtbibliothek Aachen ist eine Öffentliche Bibliothek. Sie ist  die am stärksten genutzte Kultureinrichtung in der Stadt Aachen.

## Bibliothekssystem
Innerstädtische, behindertengerechte Zentralbibliothek (Couvenstraße 15) mit Erwachsenenbibliothek, Kinder- und Jugendbibliothek, Musikbibliothek, Internet- und Multimediazentrum, Aachen-Abteilung und Lesegarten, direkt am Bushof gelegen.
Stadtteilbibliotheken gibt es in Haaren und im Depot Talstraße im Aachener Nordviertel. Der Bücherbus Fabian hält an 21 Standorten im Stadtgebiet, die wöchentlich angefahren werden.

## Geschichte
Das heutige Buch- und Medienzentrum Stadtbibliothek Aachen verdankt seine Entstehung der Initiative eines Aachener Bürgers. Der 1828 verstorbene Publizist, Aufklärer und Ratsherr Peter Josef Franz Dautzenberg hatte seine 10.000 Bände umfassende, systematisch aufgebaute Bibliothek testamentarisch der Stadt unter der Bedingung übereignet, dass sie mit der bis dahin nicht öffentlichen Ratsbibliothek vereinigt und der Öffentlichkeit zugänglich gemacht würde.

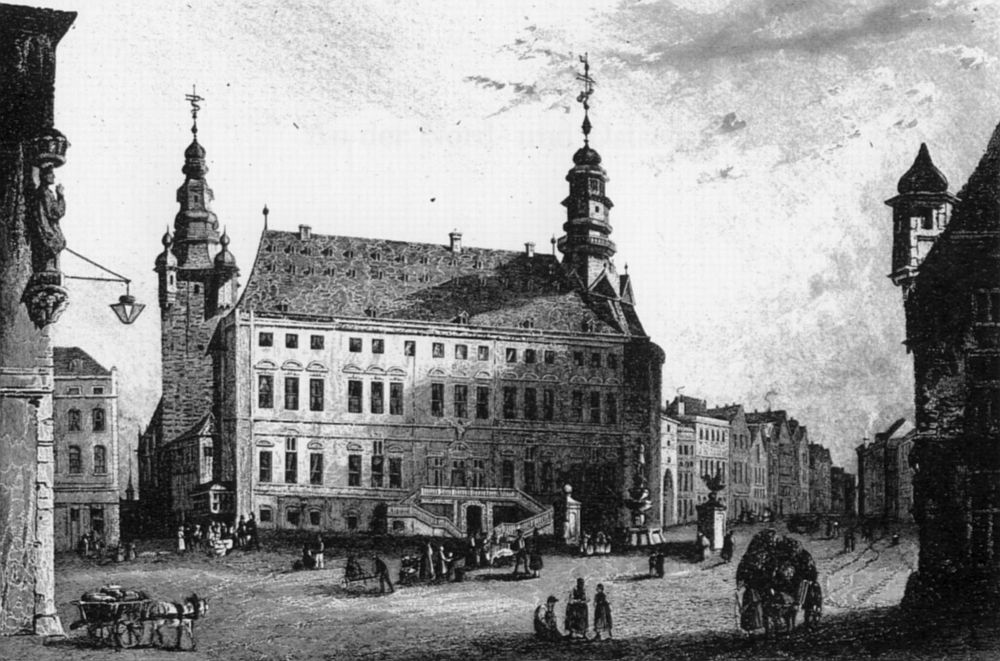
Das barocke Rathaus und der Markt um 1840

Die sich an das Bildungsbürgertum richtende wissenschaftliche Stadtbibliothek wurde am 18. Juli 1831 im Krönungsaal des Aachener Rathauses eröffnet. Die Idee, Bücher der Öffentlichkeit zugänglich zu machen, stammt aus der napoléonischen Aera. Nach dem Zugang einer Reihe von umfangreichen Gelehrtenbibliotheken, darunter auch die des aus Burtscheid stammenden preußischen Diplomaten und Mitbegründer des Aachener Geschichtsvereins Alfred von Reumont sowie der Aachener Historiker und Stadtarchivare Karl Franz Meyer und Karl Franz Leonhard Meyer, erhielt die Bibliothek am 1. Juli 1889 mit Emil Fromm zum ersten Mal einen hauptamtlichen und fachlich ausgebildeten Leiter.
Eine Zeit lang befand sich die Stadtbibliothek in der Alten Redoute. Zwischen den Bücherregalen war die Bildersammlung.
Im Mai 1897 bezog die Stadtbibliothek ein speziell errichtetes Gebäude am Fischmarkt. 1936 beschloss der Stadtrat die Gründung einer Stadtbücherei. Sie wurde 1940 in einem Neubau in der Peterstraße eröffnet. Nach einem Kriegsschaden erhielt auch die Stadtbibliothek 1957 einen Neubau neben der Stadtbücherei. 1957 eröffnete die Stadtbücherei eine Kinder- und Jugendbücherei, 1967 folgte die Musikbücherei. Stadtbibliothek und Stadtbücherei wurden 1977 durch Ratsbeschluss zur neuen Öffentlichen Bibliothek der Stadt Aachen zusammengelegt.
1980 wurde das heutige Bibliotheksgebäude in der Couvenstraße bezogen. Seit Juni 2008 führt sie wieder die Bezeichnung Stadtbibliothek Aachen. 2014 startete die  Onleihe Region Aachen und 2021 Filmfriend, Tigerbooks, freegal. 2018 eröffnete eine eigene Jugendbibliothek unter dem Namen youthfactory, ein Jahr später folgten die Digitalen Welten mit VR-Angeboten, internationalem Presseportal Pressreader und einer Digi-Bar zum Umwandeln von VHS-Kassetten. Mit der RFID-Technik wurde das Erdgeschoss umfangreich umgestaltet. Seit 2021 gibt es eine 24/7 Außenrückgabe und Abholstation für Medien. 

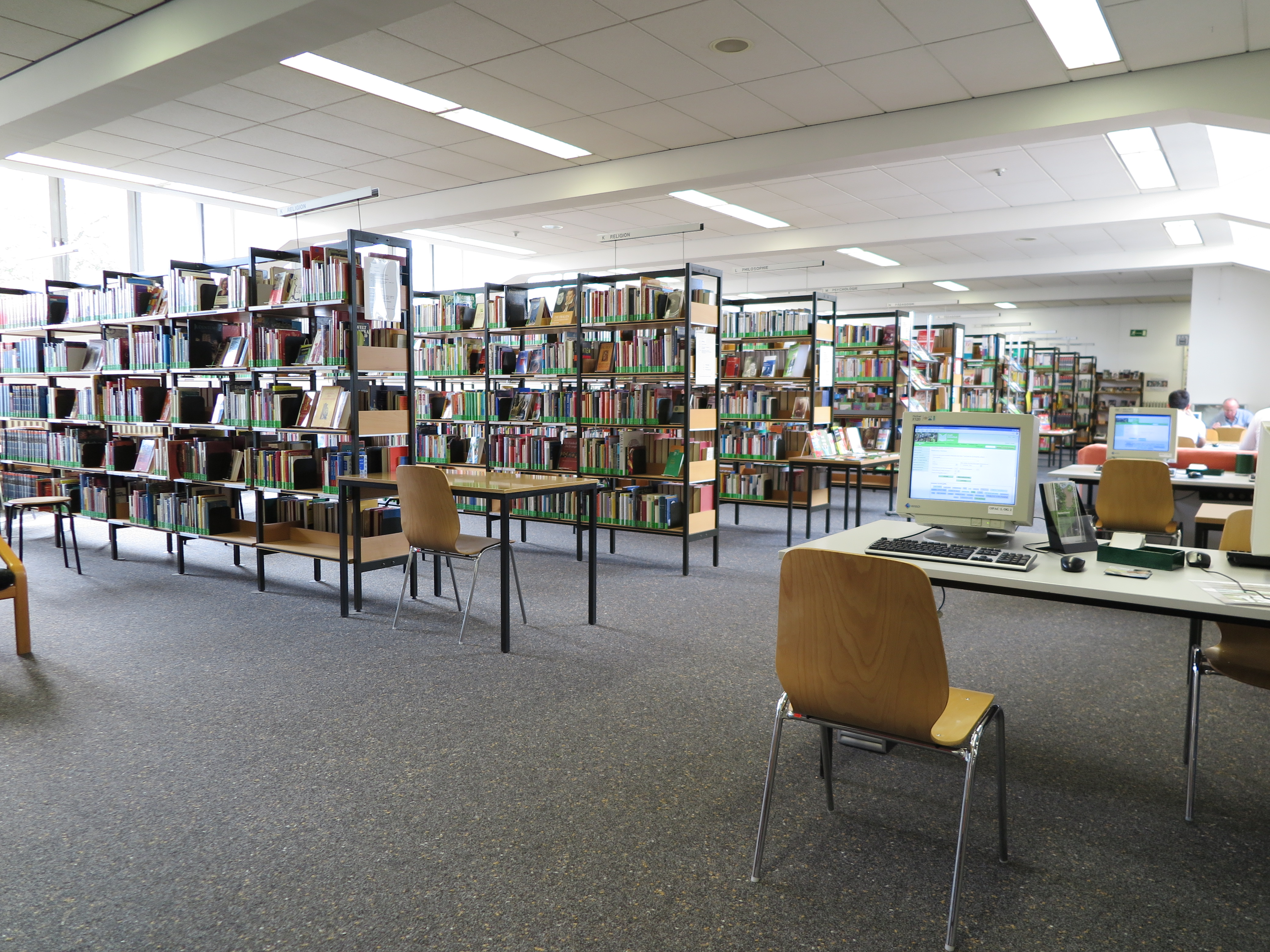
Bücherregale auf der 2. Etage
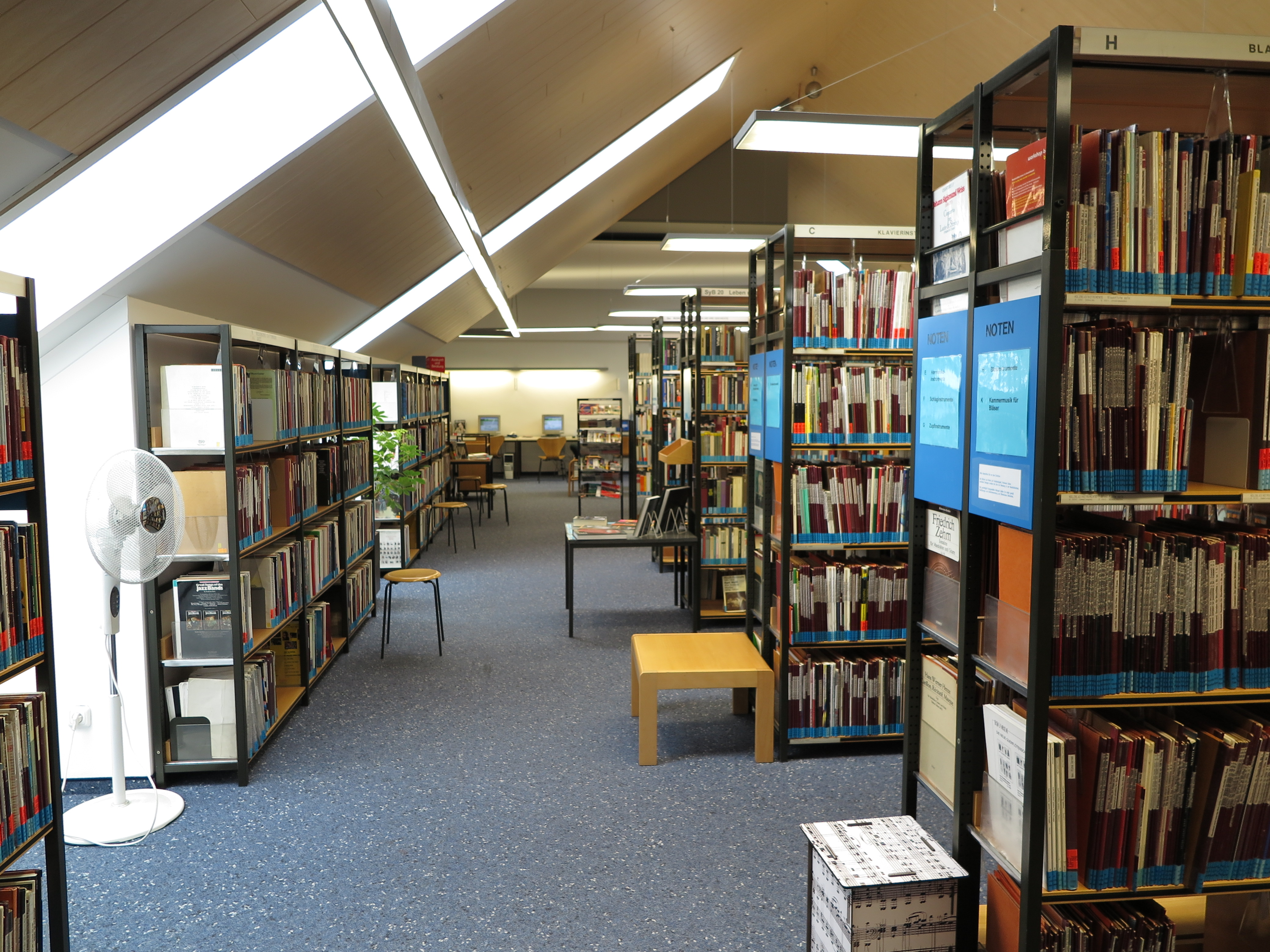
Musikbibliothek
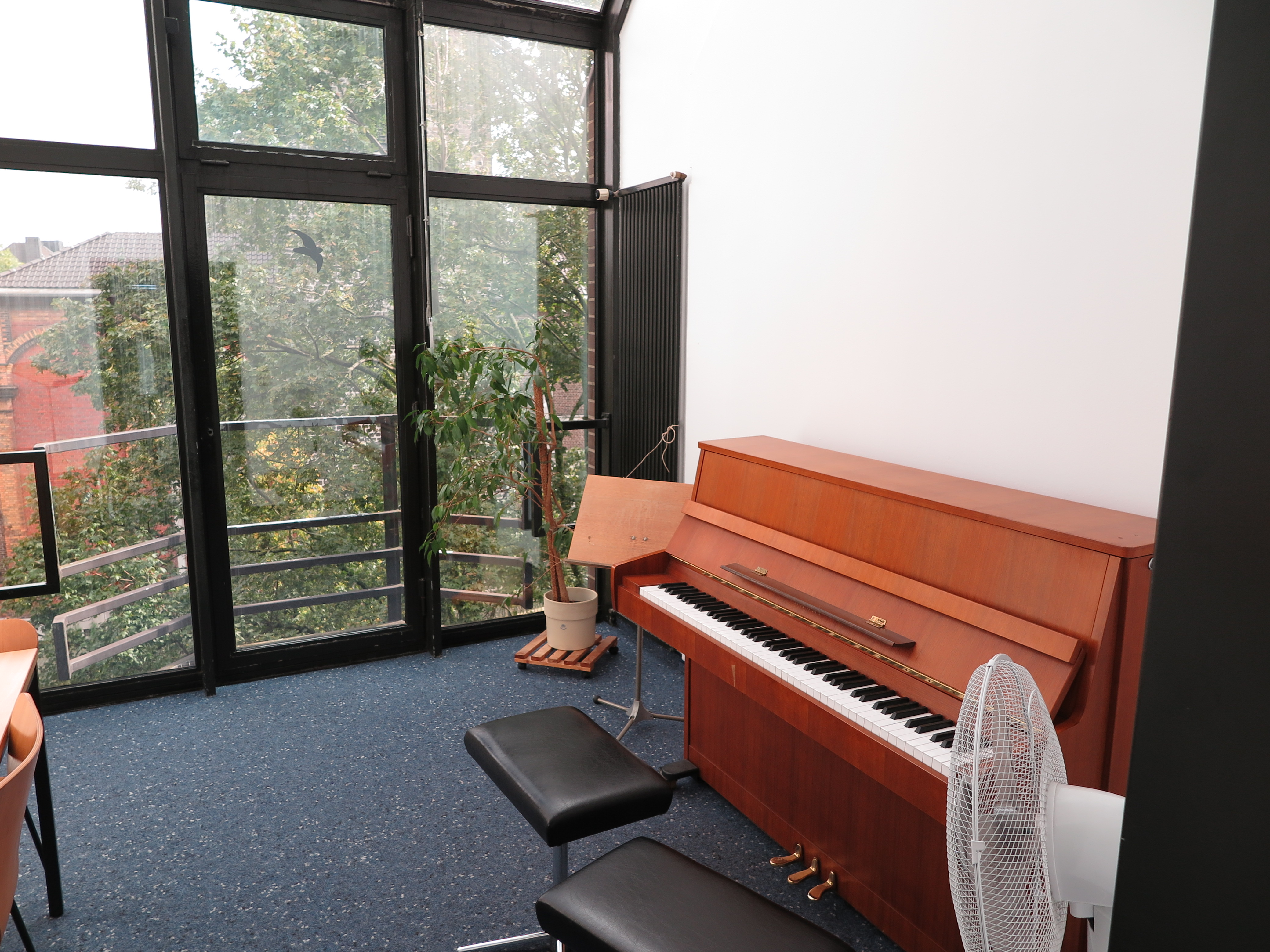
Musikzimmer mit Klavier
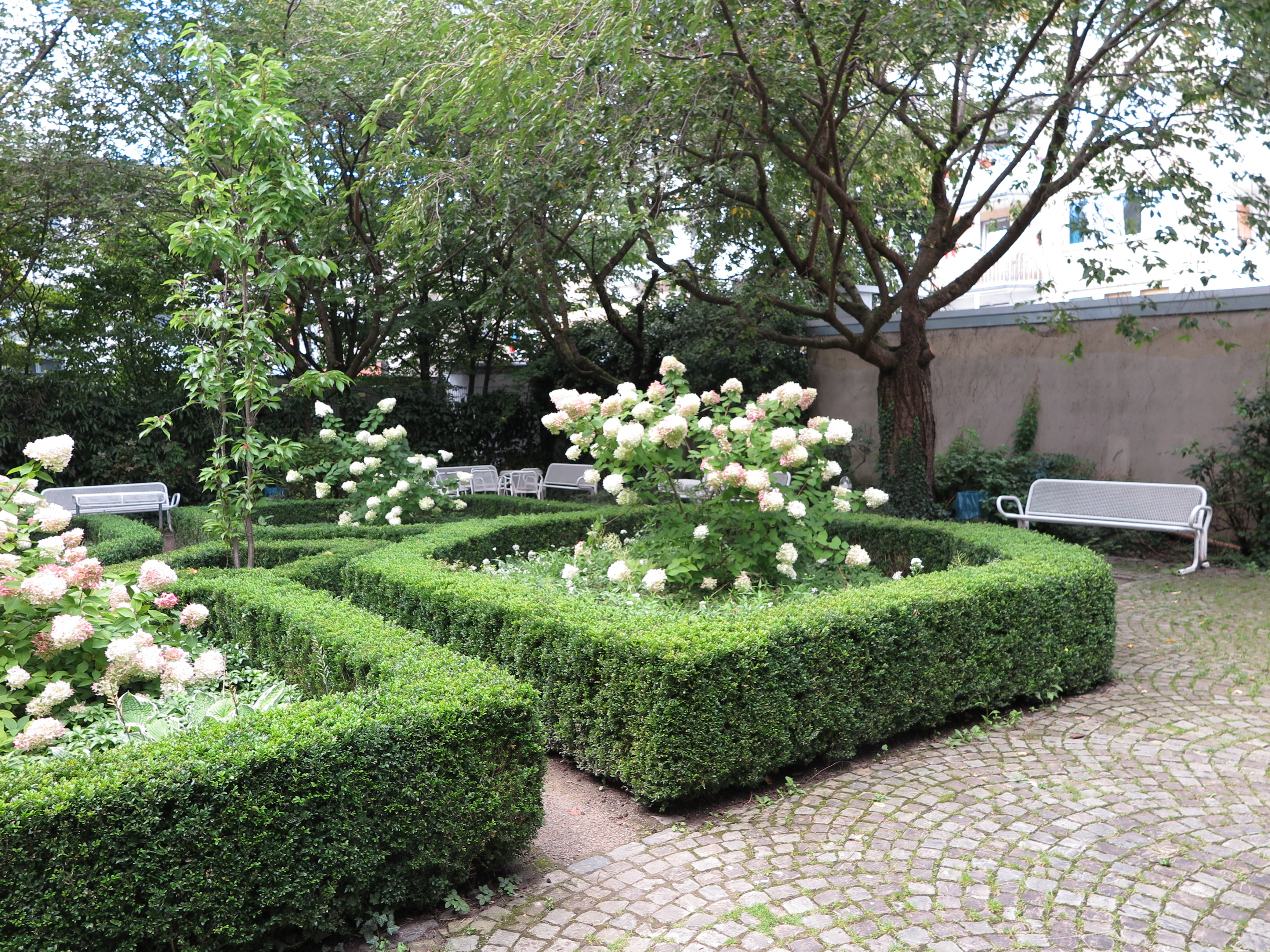
Lesegarten
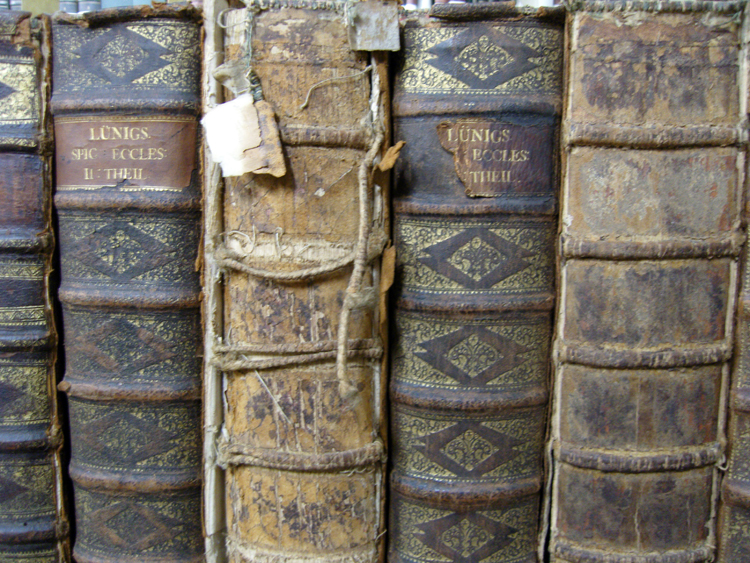
Historischer Bestand
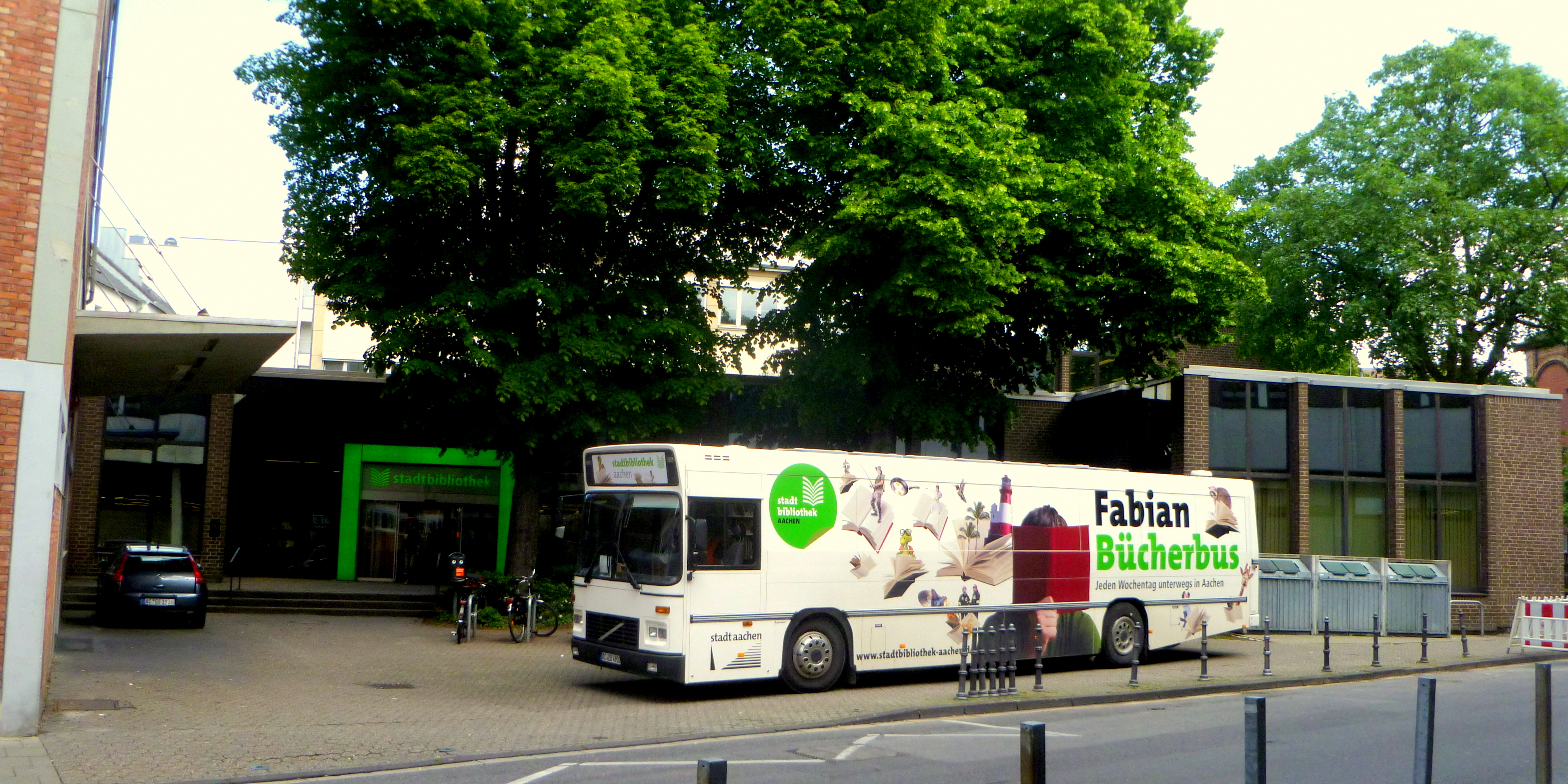
Haupteingang mit Bücherbus Fabian

## Bedeutende und integrierte Privatbibliotheken (Auswahl)
- Privatbibliothek des August Freiherrn von Fürth (1812–1846)
- Medizinische Bibliotheken der Mediziner Georg von Sartorius (1787–1856) und Joseph Hartung (1805–1863)
- Fachbibliothek des Professors für Geschichte, Kunstgeschichte und Archäologie Cornelius Peter Bock (1804–1870)
- Privatbibliothek des Juristen und Musikwissenschaftlers Albert Freiherr von Thimus (1806–1878)
- Privatbibliotheken der Reichstagsabgeordneten Hermann Ariovist Freiherr von Fürth (1815–1888) und Peter Reichensperger (1810–1892)
- Fachbibliothek des russischen Kunstsammlers Alexander von Swenigorodskoi (1837–1903)
- Privatbibliotheken von Hugo Loersch (1840–1907) und Alfons Bellesheim (1839–1912)
- Fachbibliothek des Kunsthistorikers Georg Humann (1847–1932) sowie nach deren Auflösung durch die Nationalsozialisten die Bibliothek der Kunstgewerbeschule Aachen

## Leiter und Direktoren bis 1945
- 1828–1832: Franz Cazin
- 1832–1844: Christian Quix
- 1844–1867: Josef Laurent
- 1867–1889: August Schwan
- 1889–1901: Emil Elias Fromm
- 1901–1931: Moritz Müller
- 1931–1945: Albert Huyskens

## Daten und Zahlen
Derzeit (2019) sind 34.034 aktive Benutzer registriert sowie 672.875 Entleihungen, 377.000 Besucher, 224.750 Medien im Freihandbestand und über 200.000 Online-Zugriffe auf lizenzierte Datenbanken wie DigiBib, Nexis, Munzinger möglich. Darüber hinaus wurden auf digitalisierte historische Zeitungen ('Aachener Anzeiger', 'Aachener Zeitung', 'Echo der Gegenwart') zusätzlich 245.516 Zugriffe verzeichnet.
Ferner besuchten rund 17.800 Teilnehmer insgesamt 977 Veranstaltungen.